# شیر محمد کریمی
ستر جنرال شیر محمد کریمی (زاده ۱۱ نوامبر ۱۹۴۵) مدت پنج سال فرمانده کل ستاد ارتش افغانستان بود. او از قوم پشتون است، و در ولایت خوست واقع در شرق افغانستان متولد شده‌است. بعد از انقلاب ثور سال ۱۹۷۸، کریمی به‌خاطر عقاید غربی‌اش توسط حزب دموکراتیک خلق افغانستان دستگیر و زندانی شد؛ سپس در دوران حکومت داکتر نجیب در وزارت دفاع استخدام شد. تمام هم کاران و افسران هم دوران او در اتحاد جماهیر شوروی آموزش دیده بودند اما وی هیچ وقت پا به شوروی نگذاشته بود. پس از اینکه طالبان در افغانستان قدرت را به‌دست گرفتند؛ کریمی به پاکستان رفت و تا اواخر ۲۰۰۱ در پاکستان بود.
در فوریه سال ۲۰۱۰، پیش از اینکه به وزارت دفاع برسد وی به محل آموزش‌های خود در فورت بِرَگ، کارولینای شمالی برگشت.
شیر محمد کریمی در دوران مکتب، زبان‌های دری، پشتو و انگلیسی را فراگرفت. وی پس از اتمام تحصیلات ابتدایی خود، وارد دانشکده نظامی در کابل شد.
آموزش در افغانستان:
- آکادمی نظامی ملی افغانستان در کابل
- دوره کوماندوهای کابل (C) کابلست
- CGSC (دوره کارکنان A) کابل

آموزش در انگلستان:
- آکادمی سلطنتی نظامی سندهرست انگلستان

آموزش در هند:
- کالج نظامی هند
- دوره های ضد شورش و اینتل

آموزش در مصر:
- دوره کوماندو
- مطالعات استراتژیک خاور نزدیک و جنوب آسیا.

آموزش در ایالات متحده:
- پایگاه نظامی فورت بِرَگ در کارولینای شمالی
- دوره‌های پیشرفته پیاده نظام، کوماندو، نیروهای ویژه و هوابرد ایالات متحده آمریکا

وظایف در ایالات متحده:
- فرمانده لشکر، کوماندوی BN، فرمانده تولی (گروهان) XO
- لشکر G3
- فرمانده گردان
- تیپ گارد وابسته
- معاون رئیس DDR
- رئیس قول اردوی مرکز
- رئیس عملیات G3 ANA
- فرمانده بسیج و سازماندهی DCS
- دستیار ویژه و رئیس هیئت مشورتی CoS